# Wiggle It Jiggleit
Wiggle It Jiggleit, född 27 mars 2012 i Delaware i Ohio, är en amerikansk standardhäst som tävlar i nordamerikansk passgångssport. Han tränas av Clyde Francis och körs av Montrell Teague. Under treåringssäsongen segrade han i 22 av 26 starter, bland annat i Little Brown Jug och Meadowlands Pace. Han fick även mottaga utmärkelsen American Harness Horse of the Year 2015. Under fyraåringssäsongen duellerade han upprepade gånger med Always B Miki, som mottog utmärkelsen American Harness Horse of the Year 2016.

## Bakgrund
Wiggle It Jiggleit föddes upp av James Bernstein, Theresa Bantle, Eric Felter och Vincent Tancredi. Som ettåring köptes han av George Teague Jr., ägare av Teague Stable and Farm i Harrington, Delaware.
Hans stamtavla ansågs vara omodern, även om mamman Mozzi Hanover var en bra tävlingshäst som sprang in 140 000 dollar, och pappan Mr. Wiggles sprang in över en miljon dollar. Wiggle It Jiggleit var en av bara hästar från hans första kull i Indiana. Eftersom förväntningarna på Wiggle It Jiggleit var blygsamma, anmäldes han inte till Breeders Crown.
Wiggle It Jiggleit tränades inledningsvis av Teague själv, som även äger tillsammans med Teague Racing Partnership. I början av 2015 flyttades Wiggle It Jiggleit till Clyde Francis träning. Ordinarie kusk är Teagues son, Montrell.

## Karriär
Wiggle It Jiggleit gjorde sin första start i karriären den 31 augusti 2014 på Pocono Downs, där han segrade med sex längder på tiden 1:51.2 (1.09,3). Han missade resten av säsongen på grund av skador.

### 2015: Treåringssäsongen
Som treåring tävlade Wiggle It Jiggleit från januari till november, och segrade minst en gång i månaden, förutom i april då han inte tävlade. Efter att ha vunnit sina fyra första starter för året, startade han som storfavorit i William "Buddy" Gilmour Series den 14 mars 2015 på Meadowlands. Han ledde loppet från start till mål, och segrade med tre längder. I maj segrade han även i John Simpson Memorial, och slog världsrekord för treåringa valacker på en halvmilebana med tiden 1:49.0 (1.07,8).
Som obesegrad startade han även som storfavorit i North America Cup på Mohawk Racetrack. I finalloppet ledde han ända till upploppet, då han blev omsprungen av Wakizashi Hanover. Han tog senare revansch på Wakizashi Hanover i Meadowlands Pace, där han segrade på tiden 1:47.4 (1.07,0), vilket var nytt personbästa. Den 8 augusti 2015 startade han som storfavorit i Cane Pace på Meadowlands, det första av de tre Triple Crown-loppen. I loppet slutade han på fjärde plats, och det var första gången han kom utanför topp tre i lopp.
Teague anmälde sedan Wiggle It Jiggleit till Little Brown Jug, det mest prestigefyllda loppet för treåriga passgångare. Den 25 september 2015 segrade han i första uttagningsloppet på tiden 1:49.2 (1.08,0), vilket var nytt banrekord på Delaware County Fairgrounds Racetrack. Han segrade även i det andra uttagningsloppet, och stod därmed som segrare av Little Brown Jug.
Wiggle It Jiggleit segrade i 22 av 26 starter som treåring, och sprang in mer än två miljoner dollar. Han utsågs till American Harness Horse of the Year och fick 130 av 136 röster. Han utsågs även till Dan Patch Pacer of the Year. George Teague Jr. utsågs till Dan Patch Owner of the Year, Montrell Teague till Dan Patch Rising Star och "Big Mike" Taylor till Dan Patch Caretaker of the Year.

### 2016: Fyraåringssäsongen
Den 28 mars 2016 inledde Wiggle It Jiggleit sin fyraåringssäsong med att segra i Invitational Pace på Dover Downs. Han startade efter det i Battle of Lake Erie på Northfield Park i Ohio. I loppet blev han spelad till andrafavorit bakom Freaky Feet Pete, som hade segrat i nio raka lopp. Wiggle It Jiggleit tog ledningen från start och segrade med 4 1⁄4 längd på tiden 1:49.4 (1.08,3).
I Ben Franklin Pace på Pocono Downs den 2 juli mötte han för första gången Always B Miki, som segrat i Breeders Crown Open Pace 2015. Wiggle It Jiggleit tog tidigt ledningen och de två hästarna duellerade under hela loppet. I början på upploppet fick Wiggle It Jiggleit att ge vika, och slutade på tredje plats.
Under fyraåringssäsongen duellerade han upprepade gånger med Always B Miki, som mottog utmärkelsen American Harness Horse of the Year 2016. De två hästarna möttes för sista gången i Breeders Crown Open Pace på Meadowlands. I loppet tog Wiggle It Jiggleit ledningen och de två hästarna duellerade under hela loppet, och med knapp marginal segrade Always B Miki.
Under fyraåringssäsongen segrade Wiggle It Jiggleit bland annat i Canadian Pacing Derby, Dayton Pacing Derby, och Yonkers Invitation Pace, tog 15 segrar på 24 starter och sprang in 1,7 miljoner dollar.

### 2019 och framåt: Comeback
Efter att inte ha startat i lopp på nästan tre år, meddelades det i september 2019 att Wiggle It Jiggleit skulle göra comeback i ett lopp för hingstar och valacker som inte hade segrat, samt sprungit in mindre än 30 000 dollar under 2019. Wiggle It Jiggleit hade förberett sig för en comeback med fyra kvallopp sedan den 20 augusti. Loppet kördes samma dag som Little Brown Jug, och i loppet slutade han på andra plats, endast slagen av Celestial Arden N, körd av Brian Sears, på tiden 1:51.2 (1.09,3). Den 5 juni 2020 startade Wiggle It Jiggleit i sitt första kvallopp på Meadowlands Racetrack efter comebacken, i vilket han var först i mål i mål.